# Frank A. Chittenden
Pour les articles homonymes, voir Chittenden.
Frank A. Chittenden (1910-1998) est un auteur américain de roman policier.

## Biographie
Entre 1947 et 1954, il publie cinq romans policiers, notamment Étrange Accueil (1949), œuvre traduite en plusieurs langues, qui relate l'enquête d'un jeune homme sur le soi-disant suicide par pendaison de son oncle Arthur.
Son dernier roman, The Uninvited (1954), est adapté au cinéma en 1957 par George Pollock sous le titre Stranger in Town (en).

## Œuvre

### Romans policiers
- Darkness over Hycroft (1947)
- Strange Welcome (1949) Publié en français sous le titre Étrange Accueil, Paris, Librairie des Champs-Élysées, Le Masque no 422, 1952 ; réédition, Paris, Librairie des Champs-Élysées, Le Club des Masques no 167, 1973
- The Window in White (1949)
- The Four Cornered Story (1951)
- The Uninvited (1954)

### Adaptation cinématographique
- 1957 : Stranger in Town (en), film américain de George Pollock, d'après le roman The Uninvited, avec Alex Nicol.

## Source
- Jacques Baudou et Jean-Jacques Schleret, Le Vrai Visage du Masque, vol. 1, Paris, Futuropolis, 1984, 476 p. (OCLC 311506692), p. 108.